# Oscar Droege
Paul Oscar Droege (* 10. Januar 1898 in Hamburg; † 8. Oktober 1983 ebenda) war ein norddeutscher Künstler.
Der Farbholzschnitt war sein eigentliches künstlerisches Betätigungsfeld, aber auch Ölgemälde und Aquarelle gehörten zu seinem Œuvre. Er wurde  dem  Umfeld der Künstlerkolonie Heikendorf zugerechnet.

## Leben
Oscar Droege wurde am 10. Januar 1898 in Hamburg geboren. Er war der zweite von insgesamt vier Söhnen. Seine Geschwister waren der ältere Bruder Karl Alfred sowie die beiden jüngeren Brüder Franz Gerhard und Hans Joachim. Sein Vater Franzisko (geb. 1866 in Bundhorst in Holstein) entstammte einer hanseatischen Kaufmannsfamilie. Seine Mutter Melita (geb. 1873 in Hamburg) gehörte zur rheinisch-westfälischen Familie Achenbach, der auch die Maler Andreas (1815–1910) und Oswald Achenbach (1827–1905) entstammten.
1903 zog die Familie wegen gesundheitlicher Probleme des Vaters (fortschreitende Schwerhörigkeit) nach Waren an der Müritz, wo Oscar Droege das Städtische Gymnasium besuchte, an dem Richard Wossidlo als Gymnasialprofessor tätig war. 1916 verließ er die Schule ohne Abitur und meldete sich freiwillig zum Militär. Den Ersten Weltkrieg erlebte er dann als Leutnant in Russland und an der Westfront in Frankreich.
Ab 1919 besuchte er die private Kunstakademie des Großherzogs Ernst Ludwig von Hessen und bei Rhein in Darmstadt, wo er unter dem Maler und Grafiker Adolf Beyer studierte. 1922 ging er noch für kurze Zeit an die Düsseldorfer Akademie zu Hans Kohlschein, kehrte aber noch in diesem Jahr nach Hamburg zurück und versuchte, als freischaffender Künstler Fuß zu fassen.

In Eddelsen südlich von Hamburg lernte er Leopold von Kalckreuth kennen, wo dieser seit 1907 lebte. Unter seinem Einfluss wandte sich Droege besonders dem Farbholzschnitt zu: 

„Er (Leopold von Kalckreuth) riet mir zum Holzschnitt, ich wäre der Mann der Fläche. Ich habe ihn nur noch ein paar Mal besuchen können mit meinen ersten Holzschnitten, für die er großes Interesse zeigte, da er bald darauf starb.“

Schon in den 1920er Jahren verbrachte Oscar Droege oft die Sommermonate auf dem Sängerhof in Trittau, der zum Besitz seines Großvetters Walther du Roi Droege gehörte. 1929 verließ er dann Hamburg und zog zu seinem Bruder Hans Joachim nach Kitzeberg bei Heikendorf. Dieser betrieb hier eine Gärtnerei, und der Bruder richtete sich direkt an der Kieler Förde ein eigenes Atelier ein.
Mit dem Maler Werner Lange (1888–1955), der ebenfalls in Kitzeberg lebte, verband ihn bald eine enge Freundschaft. Die beiden fuhren in den nächsten Jahren viel mit dem Fahrrad durch Deutschland, Frankreich und Spanien und unternahmen lange Reisen mit dem Segelboot nach Dänemark, Norwegen, Schweden und Finnland. Beide Künstler gehörten in das Umfeld der Künstlerkolonie Heikendorf.
Auch den Zweiten Weltkrieg erlebte Droege als Soldat. Ab 1941 diente er als Offizier an der Ostfront und geriet 1942 in russische Kriegsgefangenschaft. Erst im Spätsommer 1948 wurde er aus der Gefangenschaft entlassen, die er in Sibirien verbracht hatte.
Er kehrte zurück nach Heikendorf, nahm seine künstlerische Tätigkeit wieder auf und unternahm später auch wieder ausgedehnte Reisen, etwa nach Österreich, Italien und Jugoslawien. In den 1950er Jahren lernte er seine spätere Lebensgefährtin Helga Gebecke (1905–2001) kennen, mit der er 1962 nach Hamburg–Duvenstedt an der Oberalster zog. Droege hatte hier das Haus seines Freundes Wilhelm Wallis (1892–1962) geerbt. In den 1970er Jahren verließen ihn dann krankheitsbedingt die physischen Kräfte, so dass er keine Holzschnitte mehr anfertigen konnte. 
Am 8. Oktober 1983 verstarb Oscar Droege mit 85 Jahren in Hamburg.

## Werk
Der Name Oscar Droege wird heute hauptsächlich in Verbindung gebracht mit dem Farbholzdruck. Er schnitt etwa 500 verschiedene Motive in Holz und druckte diese vorwiegend selbst, ohne sie zu nummerieren. Da er sich vom Kunstbetrieb weitgehend fernhielt, verkaufte er seine Drucke über ein weitläufiges Netz an Galerien im In- und Ausland. Hinzu kommen Zeichnungen und Aquarelle und ungefähr 200 Ölgemälde, die ihm besonders wichtig waren. Deshalb weigerte er sich, diese auszustellen und zu verkaufen. Erst nach seinem Tode tauchten die Ölgemälde im Kunsthandel auf. Diese sind oft geprägt von rötlich–bräunlichen Farbtönen, bewegtem Himmel und dramatischen Wolkenformationen.
Es ist dem Künstlermuseum Heikendorf zu verdanken, das Leben und Schaffen des Künstlers in seiner gesamten Breite der Öffentlichkeit in einer Sonderausstellung im Jahre 2010 zugänglich gemacht zu haben. Parallel zur Ausstellung erschien ein umfangreicher Katalog.